# Raión de Kamennobródskaya
El raión de Kamennobródskaya (en ruso: Каменнобродский район) fue una unidad administrativa y territorial del óblast del Sudeste y del Krai del Cáucaso Norte de la RSFSR de la Unión Soviética entre 1924 y 1929, con centro administrativo en Kamennobródskaya.

## Historia
El raión se formó el 19 de julio de 1924 como parte del ókrug de Armavir del óblast del Sudeste. El 16 de octubre de 1924 el óblast se transformó en el krai del Cáucaso Norte.
A principios de 1925, el raión comprendía 12 selsoviets: Voznesenski, Izobilnenski, Kamennobrodski, Kozlovski, Novomarievski, Opornenski, Rozhdestvenski, Sengileyevski, Smykovski, Staroizobilnenski, Sujói y Filimonovski.
El 6 de noviembre de 1929 se abolió el raión de Kamennobródskaya. Todo su territorio pasó a formar parte del raión de Novoaleksándrovsk.